# Wielka Synagoga w Gdańsku
Wielka Synagoga w Gdańsku (niem. Große Synagoge in Danzig) – największa synagoga Gdańska, znajdująca się w Śródmieściu przy ówczesnej Reitbahnstrasse (obecnie ulica Wojciecha Bogusławskiego). Zniszczona przed II wojną światową.

## Historia

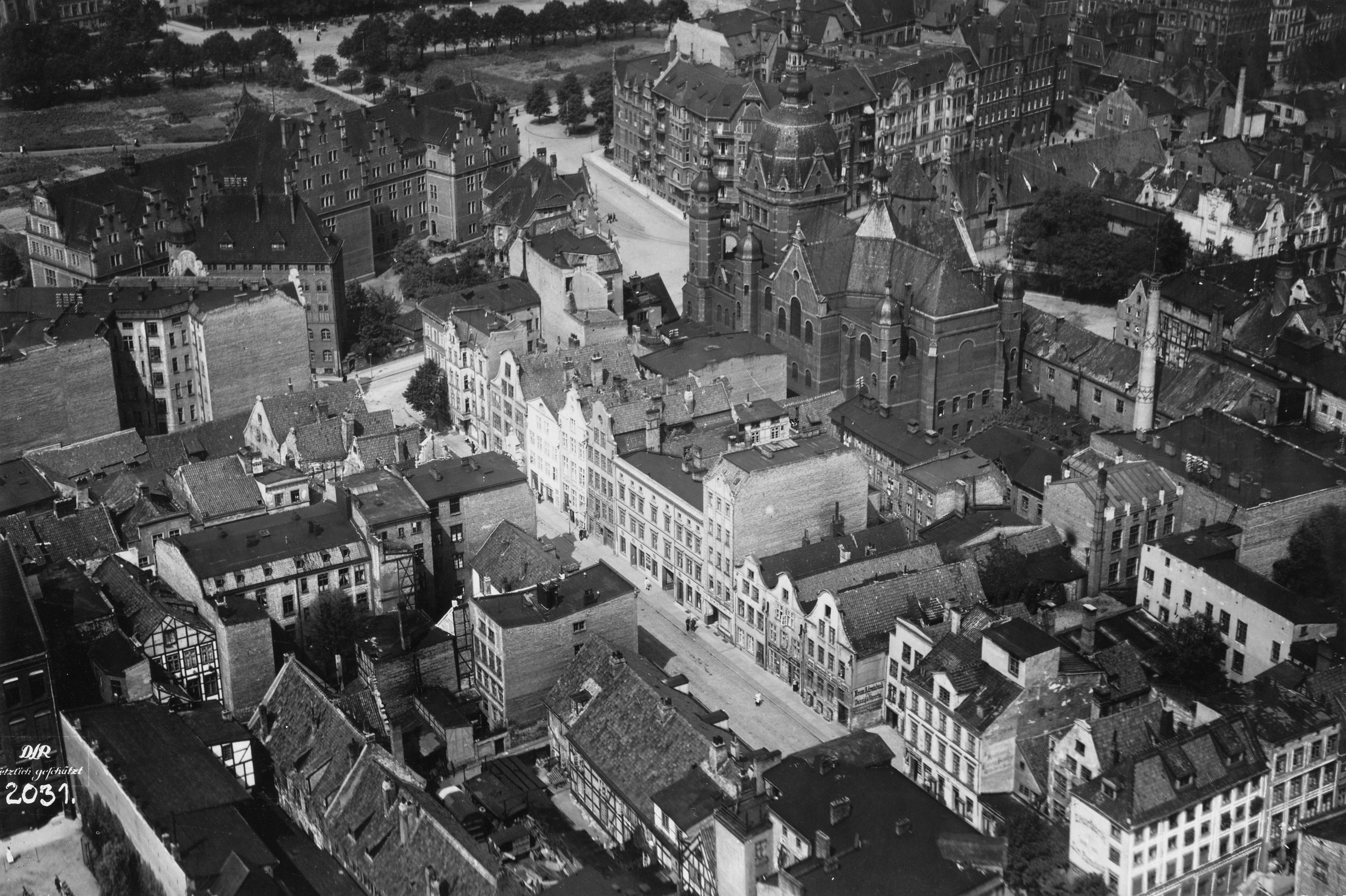
Zdjęcie lotnicze z około 1920 roku

Synagoga została zbudowana w latach 1885-1887. Została sfinansowana przez pięć zjednoczonych gmin reformowanych: Winnicy, Wrzeszcza, Szopy, Starych Szkotów i ul. Szerokiej. Wybudowała ją renomowana berlińska firma Ende i Boeckmann, wybrana przez gdańskie władze miejskie, zainteresowane reprezentacyjnym charakterem obiektu, mającego wpisywać się w prestiżowy charakter Śródmieścia. Ponadto nowa synagoga miała za zadanie legitymizację gminy żydowskiej jako pełnoprawnego członka miejskiej wspólnoty. Nadburmistrz Leopold von Winter wraz z miejskim architektem odrzucili plan zlokalizowania jej w głębi parceli i zasłonięcia budynkiem administracyjnym, oświadczając, że „Żydzi nie muszą ukrywać swojej świątyni”. 
Synagoga została uroczyście otwarta 15 września 1887 roku przez gdańskiego rabina Kossmana Wernera, który wygłosił uroczyste przemówienie przed władzami miasta oraz wiernymi. Następnie do synagogi wniesiono zwoje Tory ze śródmiejskiej Starej Synagogi, które umieszczono w aron ha-kodesz, i zapalono wieczne światło. Pierwsze nabożeństwo odbyło się 8 grudnia 1887 roku. Na początku XX wieku w synagodze otwarto jedno z najstarszych na świecie muzeów judaistycznych, posiadające bardzo bogate eksponaty, których część przekazał Lesser Giełdziński. Nabożeństwa odbywały się przy akompaniamencie organów oraz chóru; w synagodze odbywały się również liczne koncerty, występy teatralne oraz wykłady znanych profesorów i rabinów świata.
Po dojściu nazistów do władzy (1933 rok) przy synagodze utworzono wartę strzegącą jej przed bojówkami. Dzięki temu synagoga ocalała aż do 1939 roku, mimo że próbowano ją dwa razy zniszczyć i podpalić. Zarząd gminy, obawiając się kolejnych napadów, sprzedał wyposażenie synagogi; organy sprzedano do Krakowa, świeczniki do Warszawy, ławy zborowi ewangelickiemu w Nowym Porcie, archiwum do Jerozolimy, a zbiory judaików wywieziono do Ameryki dzięki Jointowi (pozostają tam do dziś). Zbiory bogatej biblioteki wywieziono do Wilna.

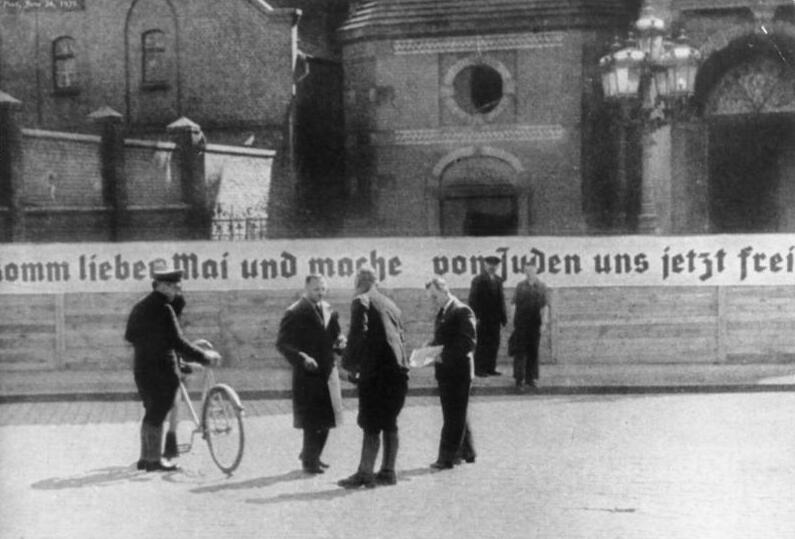
Przybądź kochany maju i uwolnij nas od Żydów – napis umieszczony przez nazistów

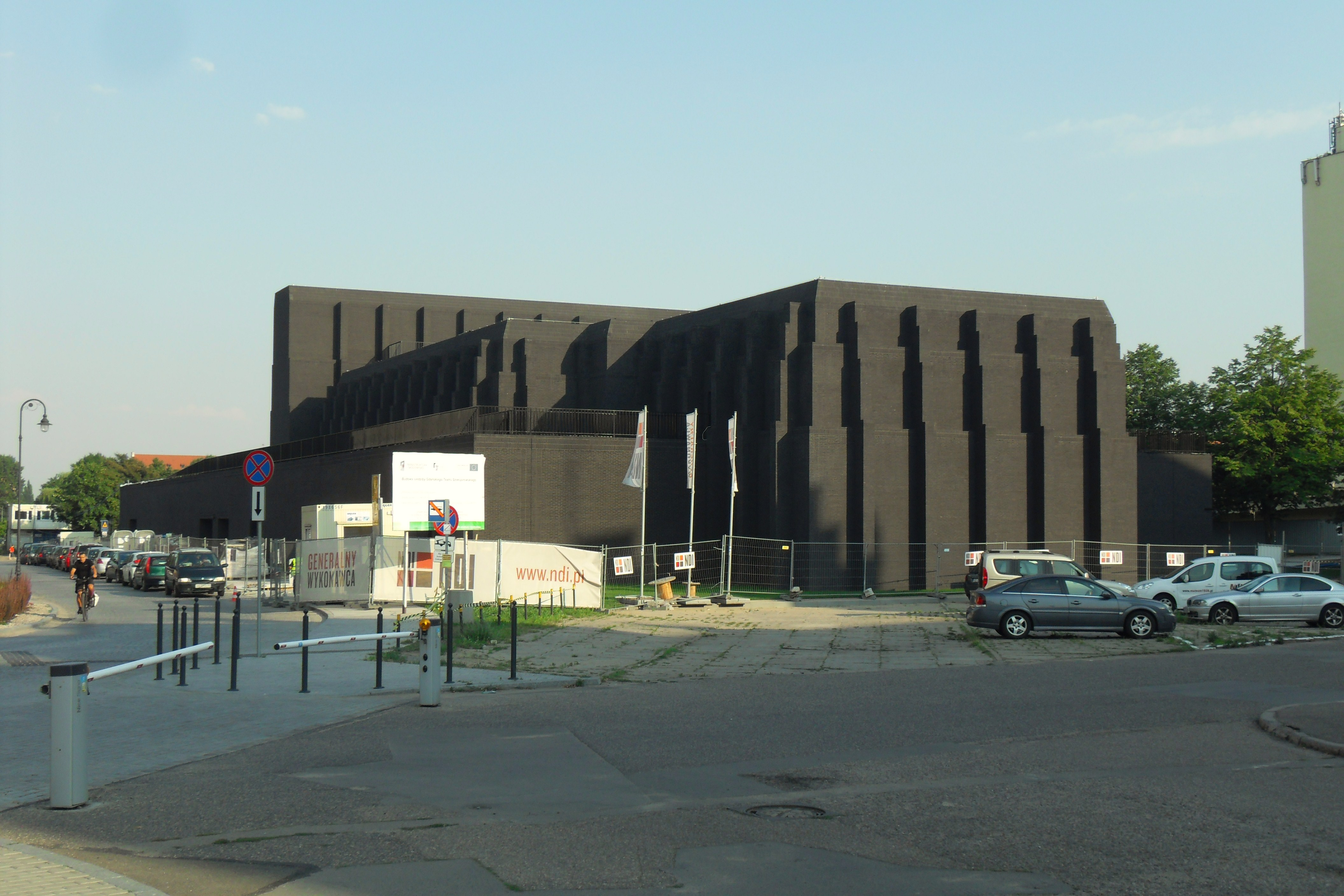
Teren zajmowany przez synagogę współcześnie

Na początku 1939 roku synagoga została sprzedana Senatowi Wolnego Miasta Gdańska. 15 kwietnia 1939 roku w synagodze odbyło się ostatnie nabożeństwo szabatowe. Wkrótce została otoczona drewnianym płotem, na którym powieszono napis: Komm lieber Mai und mache von Juden uns jetzt frei, który znaczy Przybądź kochany maju i uwolnij nas od Żydów. 3 maja 1939 roku władze nazistowskie przystąpiły do rozbiórki synagogi.
Obecnie miejsce gdzie znajdowała się synagoga jest w dużej mierze niezagospodarowane. Pojawiały się nierealne pomysły, żeby odbudować Wielką Synagogę. Teren po synagodze został podzielony pomiędzy trzy instytucje. Na większości terenu został zbudowany teatr elżbietański, pozostałe skrawki terenu otrzymały gmina żydowska oraz Urząd Ochrony Państwa. Z inicjatywy Mieczysława Abramowicza w powierzchni placu, na którym znajdowała się Wielka Synagoga, odtworzono (innym kolorem kostki) nieistniejący zarys jej ścian.
8 października 2018 prezydent Gdańska w miejscu, w którym do 1939 znajdowała się synagoga, dokonał odsłonięcia jej makiety w skali 1:70, wykonanej przez Michała Wysockiego.

## Architektura
Synagoga została wybudowana w stylu neorenesansowym, na planie wydłużonego prostokąta. Była jednym z najbardziej charakterystycznych budynków w Gdańsku, posiadała wielką kopułę z latarnią oraz dwie małe wieżyczki nakryte hełmami. Pośrodku ściany frontowej znajdowało się witrażowe okno z rozetą. Wszystkie iglice hełmów były osadzone ażurowymi gwiazdami Dawida.
Przestronne wnętrze synagogi posiadało sklepienie żaglowe, z którego zwisały ogromne żyrandole. Mogło pomieścić nawet 2000 osób, sala główna znajdowała się centralnie pod wielką kopułą. We wschodniej ścianie w półokrągłej apsydzie umieszczono Aron ha-kodesz (arkę), ustawiony na podwyższeniu, zasłonięty bogato haftowanym parochetem. Nad arką znajdowały się tablice Dekalogu trzymane przez dwa lwy. Za arką znajdowały się wielkie organy z chórem synagogalnym, który mógł pomieścić 100 osób. Zaraz przy podwyższeniu umieszczono bimę. Wzdłuż murów bocznych i ponad zachodnim wejściem znajdowały się masywne, arkadowe galerie dla kobiet, wsparte na wielobocznych filarach; mogły pomieścić 300 osób. W sali głównej znajdowały się dwa rzędy ław które mogły pomieścić 1600 osób. Ściany były pomalowane motywami roślinnymi, geometrycznymi oraz wersetami biblijnymi. Cała synagoga posiadała elektryczne ogrzewanie oraz oświetlenie.